# Pícaro

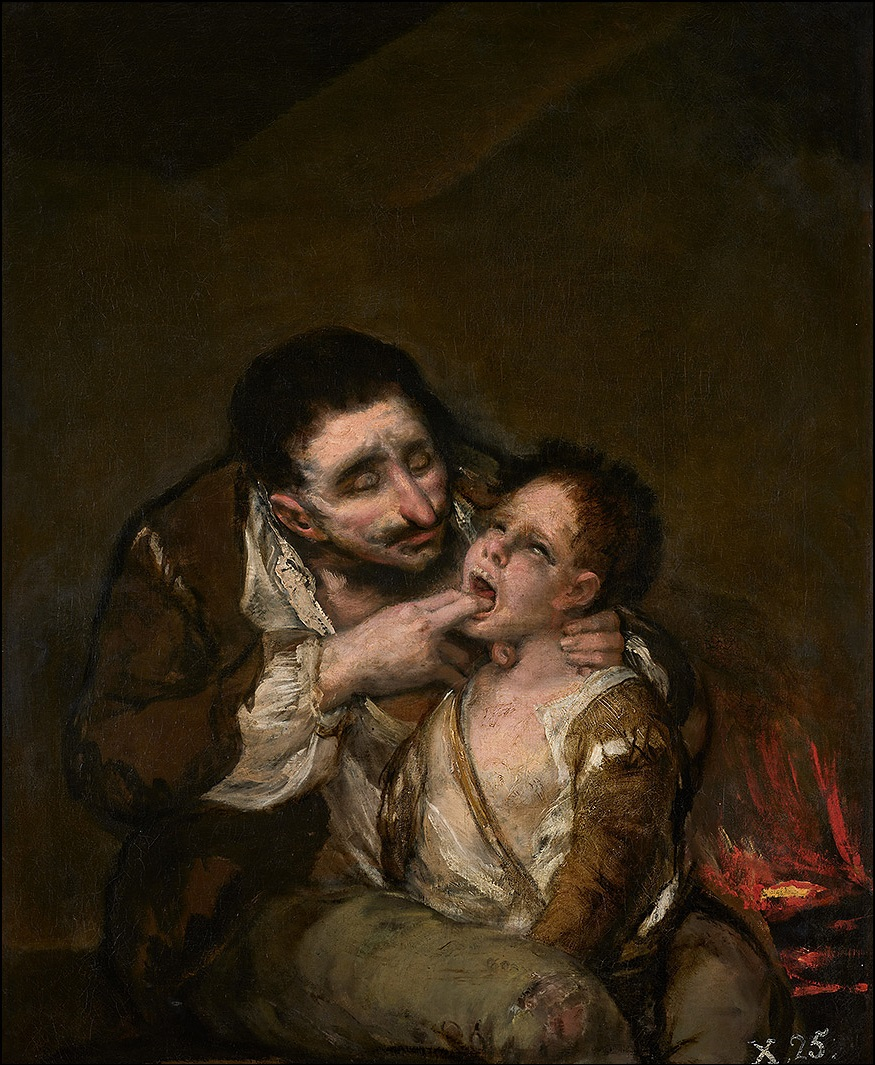
Lazarillo de Tormes de Goya.

Un pícaro (cuvânt spaniol cu sensul de aventurier, vagabond sau șmecher) este eroul unui roman picaresc.

## Etimologie
Etimologia cuvântului spaniol „pícaro” nu este cunoscută. În opinia unor cercetători el ar proveni de la regiunea nordică franceză Picardia și ar însemna „ticălos”, „murdar” sau „zdrențăros”, așa cum i-au văzut soldații spanioli ai lui Carol Quintul pe locuitorii francezi ai Picardiei, în timp ce după alți cercetători ar proveni de la pica (suliță romană de care erau legați indivizii ce săvârșeau nelegiuri), de la picador (tocător), pinche de cocina (rândaș) sau picaria (cazan cu smoală). Filologul spaniol Adolfo Bonilla y San Martín propune ipoteza provenienței cuvântului din cuvintele de origine arabă bocaron (minciună) sau bycara (vagabond).

## Sensul cuvântului
Cuvântul pícaro se referă la un individ sărac, un coate-goale, un aventurier provenit de la marginea societății și care vagabondează dintr-un loc în altul, observând mediile sociale și constatând cu cinism existența nedreptăților pentru a-și justifica astfel propriul trai mizer.
Aspirând mereu să-și îmbunătățească propria condiție socială, pícaro-ul, al cărui cel mai de preț bun îi este libertatea, recurge adesea la viclenie și la procedee necinstite, precum minciuna și înșelătoria, pentru a încerca să-și atingă obiectivele. Cu toate acestea, această aspirație este sortită eșecului, iar pícaro-ul rămâne întotdeauna pícaro. În unele situații, el este chinuit a posteriori de către propria sa conștiință.
Pícaro-ul este un antierou ce reprezintă o contrapondere la idealul cavaleresc. Chiar dacă uneori are un mic rang nobiliar gen hidalgo, el este adesea un individ declasat care are un orgoliu invers proporțional cu situația lui socială.
În literatura spaniolă majoritatea personajelor de tip pícaro provin din sudul Spaniei, în special din regiunile Granada și Sevilla, iar cei mai celebri pícaro sunt Lazarillo de Tormes, Guzmán de Alfarache, Gil Blas, aventurierul Buscón sau generalul Alcazar.